# رنا موراکامی
رنا موراکامی (انگلیسی: Rena Murakami؛ زاده ۲۵ نوامبر ۱۹۶۷) یک بازیگر پورنوگرافی اهل ژاپن است.